# CD Génesis
Club Deportivo Génesis – honduraski klub piłkarski z siedzibą w mieście Comayagua, stolicy departamentu Comayagua. Występuje w rozgrywkach Liga Nacional. Domowe mecze rozgrywa na obiekcie Estadio Carlos Miranda.

## Historia
Klub powstał w czerwcu 2018 pod nazwą Génesis-Huracán w stołecznej Tegucigalpie za sprawą porozumienia przedsiębiorcy Miltona Alexandera Floresa i Marlona Floresa, honduraskiego biznesmena z branży budowlanej zamieszkałego w Stanach Zjednoczonych, który był również współwłaścicielem drugoligowego klubu San Juan Quimistán. Drużyna dołączyła do rozgrywek drugiej ligi honduraskiej. W 2019 roku klub przeniósł siedzibę ze stolicy do miasta San Lorenzo i zmienił nazwę na Génesis San Lorenzo, z kolei w 2021 roku przeniósł się do Comayagui i został przemianowany na CD Génesis.
W 2023 roku Génesis wywalczył premierowy awans do honduraskiej Liga Nacional, zostając drugą w historii drużyną z miasta Comayagua w najwyższej klasie rozgrywkowej (po Hispano FC).